# Eubazus major
Eubazus major är en stekelart som först beskrevs av Cresson 1872.  Eubazus major ingår i släktet Eubazus och familjen bracksteklar. Inga underarter finns listade i Catalogue of Life.